# Allemagne aux Jeux olympiques d'hiver de 2022
L’Allemagne participe aux Jeux olympiques d'hiver de 2022 à Pékin en Chine du 4 au 20 février 2022. Il s'agit de sa treizième participation à des Jeux d'hiver.

## Athlètes engagés
Aux Jeux olympiques d'hiver de 2022, les athlètes de l'équipe d'Allemagne participent aux épreuves suivantes : 
| Sport               | Hommes | Femmes | Total |
| ------------------- | ------ | ------ | ----- |
| Biathlon            | 6      | 5      | 11    |
| Bobsleigh           | 12     | 6      | 18    |
| Combiné nordique    | 5      | 0      | 5     |
| Hockey sur glace    | 25     | 0      | 25    |
| Luge                | 7      | 3      | 10    |
| Patinage artistique | 3      | 3      | 6     |
| Patinage de vitesse | 3      | 2      | 5     |
| Saut à ski          | 5      | 4      | 9     |
| Short-track         | 0      | 1      | 1     |
| Skeleton            | 3      | 3      | 6     |
| Ski acrobatique     | 4      | 5      | 9     |
| Ski alpin           | 8      | 5      | 13    |
| Ski de fond         | 6      | 8      | 14    |
| Snowboard           | 11     | 6      | 17    |
| Total               | 98     | 51     | 149   |

## Médaillés
| Sport            | Discipline                | Athlète(s)                                                         | Performance    | Date       |
| ---------------- | ------------------------- | ------------------------------------------------------------------ | -------------- | ---------- |
| Biathlon         | Individuel femmes         | Denise Herrmann                                                    | 44 min 12 s 7  | 7 février  |
| Bobsleigh        | Bob à deux hommes         | Francesco Friedrich Thorsten Margis                                | 3 min 56 s 89  | 15 février |
| Bobsleigh        | Bob à deux femmes         | Laura Nolte Deborah Levi                                           | 4 min 3 s 96   | 19 février |
| Bobsleigh        | Bob à quatre hommes       | Francesco Friedrich Thorsten Margis Candy Bauer Alexander Schüller | 3 min 54 s 30  | 20 février |
| Combiné nordique | Tremplin normal           | Vinzenz Geiger                                                     | 25 min 7 s 7   | 9 février  |
| Luge             | Monoplace hommes          | Johannes Ludwig                                                    | 3 min 48 s 735 | 6 février  |
| Luge             | Monoplace femmes          | Natalie Geisenberger                                               | 3 min 53 s 454 | 8 février  |
| Luge             | Biplace (hommes)          | Tobias Wendl Tobias Arlt                                           | 1 min 56 s 554 | 9 février  |
| Luge             | Relais par équipes        | Natalie Geisenberger Johannes Ludwig Tobias Arlt Tobias Wendl      | 3 min 3 s 406  | 10 février |
| Skeleton         | Hommes                    | Christopher Grotheer                                               | 4 min 1 s 01   | 11 février |
| Skeleton         | Femmes                    | Hannah Neise                                                       | 4 min 7 s 62   | 12 février |
| Ski de fond      | Sprint par équipes femmes | Katharina Hennig Victoria Carl                                     | 22 min 9 s 85  | 16 février |

| Sport            | Discipline              | Athlète(s)                                                            | Performance              | Date       |
| ---------------- | ----------------------- | --------------------------------------------------------------------- | ------------------------ | ---------- |
| Bobsleigh        | Bob à deux hommes       | Johannes Lochner Florian Bauer                                        | 3 min 57 s 38            | 15 février |
| Bobsleigh        | Bob à deux femmes       | Mariama Jamanka Alexandra Burghardt                                   | 4 min 4 s 73             | 19 février |
| Bobsleigh        | Bob à quatre hommes     | Johannes Lochner Florian Bauer Christopher Weber Christian Rasp       | 3 min 54 s 67            | 20 février |
| Combiné nordique | Épreuve par équipes     | Manuel Faisst Eric Frenzel Vinzenz Geiger Julian Schmid               | 51 min 40 s 0            | 17 février |
| Luge             | Monoplace femmes        | Anna Berreiter                                                        | 3 min 53 s 947           | 8 février  |
| Luge             | Biplace (hommes)        | Toni Eggert Sascha Benecken                                           | 1 min 56 s 653           | 9 février  |
| Saut à ski       | Féminin                 | Katharina Althaus                                                     | 236,8 pts                | 5 février  |
| Skeleton         | Hommes                  | Axel Jungk                                                            | 4 min 1 s 67             | 11 février |
| Ski alpin        | Compétition par équipes | Emma Aicher Lena Dürr Julian Rauchfuss Alexander Schmid Linus Straßer | Autriche Défaite 2-2 (T) | 20 février |
| Ski de fond      | Relais femmes           | Katherine Sauerbrey Katharina Hennig Victoria Carl Sofie Krehl        | 53 min 59 s 2            | 12 février |

| Sport           | Discipline                      | Athlète(s)                                                      | Performance       | Date       |
| --------------- | ------------------------------- | --------------------------------------------------------------- | ----------------- | ---------- |
| Biathlon        | Relais femmes                   | Vanessa Voigt Vanessa Hinz Franziska Preuß Denise Herrmann      | 1 h 11 min 41 s 3 | 16 février |
| Bobsleigh       | Bob à deux hommes               | Christoph Hafer Matthias Sommer                                 | 3 min 58 s 58     | 15 février |
| Saut à ski      | Grand tremplin hommes           | Karl Geiger                                                     | 281,3 pts         | 12 février |
| Saut à ski      | Épreuves par équipes masculines | Constantin Schmid Stephan Leyhe Markus Eisenbichler Karl Geiger | 922,9 pts         | 14 février |
| Ski acrobatique | Skicross femmes                 | Daniela Maier                                                   | 3e de la finale   | 17 février |

| Sport            |    |    |   | Total |
| ---------------- | -- | -- | - | ----- |
| Luge             | 4  | 2  | 0 | 6     |
| Bobsleigh        | 3  | 3  | 1 | 7     |
| Skeleton         | 2  | 1  | 0 | 3     |
| Combiné nordique | 1  | 1  | 0 | 2     |
| Biathlon         | 1  | 0  | 1 | 2     |
| Ski de fond      | 1  | 0  | 0 | 1     |
| Saut à ski       | 0  | 2  | 2 | 4     |
| Ski alpin        | 0  | 1  | 0 | 1     |
| Ski acrobatique  | 0  | 0  | 1 | 1     |
| Total            | 12 | 10 | 5 | 27    |

| Jour       |    |    |   | Total |
| ---------- | -- | -- | - | ----- |
| 5 février  | 0  | 1  | 0 | 1     |
| 6 février  | 1  | 0  | 0 | 1     |
| 7 février  | 1  | 0  | 0 | 1     |
| 8 février  | 1  | 1  | 0 | 2     |
| 9 février  | 2  | 1  | 0 | 3     |
| 10 février | 1  | 0  | 0 | 1     |
| 11 février | 1  | 1  | 0 | 2     |
| 12 février | 1  | 1  | 1 | 3     |
| 14 février | 0  | 0  | 1 | 1     |
| 15 février | 1  | 1  | 1 | 3     |
| 16 février | 1  | 0  | 1 | 2     |
| 17 février | 0  | 1  | 1 | 2     |
| 19 février | 1  | 1  | 0 | 2     |
| 20 février | 1  | 2  | 0 | 3     |
| Total      | 12 | 10 | 5 | 27    |

| Sexe   |    |    |   | Total |
| ------ | -- | -- | - | ----- |
| Femmes | 4  | 3  | 2 | 9     |
| Hommes | 7  | 6  | 3 | 16    |
| Mixte  | 1  | 1  | 0 | 2     |
| Total  | 12 | 10 | 5 | 27    |

| Athlète              | Sport            |   |   |   | Total |
| -------------------- | ---------------- | - | - | - | ----- |
| Denise Herrmann      | Biathlon         | 1 | 0 | 1 | 2     |
| Francesco Friedrich  | Bobsleigh        | 2 | 0 | 0 | 2     |
| Thorsten Margis      | Bobsleigh        | 2 | 0 | 0 | 2     |
| Florian Bauer        | Bobsleigh        | 0 | 2 | 0 | 2     |
| Johannes Lochner     | Bobsleigh        | 0 | 2 | 0 | 2     |
| Vinzenz Geiger       | Combiné nordique | 1 | 1 | 0 | 2     |
| Tobias Arlt          | Luge             | 2 | 0 | 0 | 2     |
| Natalie Geisenberger | Luge             | 2 | 0 | 0 | 2     |
| Johannes Ludwig      | Luge             | 2 | 0 | 0 | 2     |
| Tobias Wendl         | Luge             | 2 | 0 | 0 | 2     |
| Karl Geiger          | Saut à ski       | 0 | 0 | 2 | 2     |
| Victoria Carl        | Ski de fond      | 1 | 1 | 0 | 2     |
| Katharina Hennig     | Ski de fond      | 1 | 1 | 0 | 2     |

## Résultats

### Biathlon
| Benedikt Doll   | 49 min 54 s 5 | 2 1+0+0+1)  | 6e  | 25 min 5 s 4  | 1 (0+1) | 8e  | 44 min 3 s 1  | 7 (2+0+2+3) | 32e | 40 min 45 s 8 | 6 (0+0+2+4) | 8e  |
| Johannes Kühn   | 54 min 58 s   | 6 (3+2+1+0) | 51e | 25 min 53 s 7 | 4 (2+2) | 33e | 42 min 37 s 3 | 4 (0+2+1+1) | 12e | 40 min 52 s 7 | 5 (1+0+2+2) | 10e |
| Erik Lesser     | 55 min 59 s 5 | 5 (0+2+0+3) | 67e | -             | -       | -   | -             | -           | -   | -             | -           | -   |
| Philipp Nawrath | -             | -           | -   | 25 min 43 s 4 | 3 (1+2) | 22e | 43 min 6 s 7  | 7 -1+2+1+3) | 19e | 42 min 10 s 1 | 7 (0+0+3+4) | 23e |
| Roman Rees      | 50 min 9 s    | 1 (1+0+0+0) | 7e  | 25 min 24 s 3 | 0 (0+0) | 17e | 41 min 37 s 7 | 1 (0+1+0+0) | 6e  | 41 min 5 s 2  | 3 (0+0+1+2) | 14e |

| Denise Herrmann | 44 min 12 s 7 | 1 (0+0+1+0) |     | 22 min 29 s 4 | 2 (1+1) | 22e | 38 min 7 s 6  | 3 (1+0+0+2) | 17e | 42 min 27 s 1 | 4 (1+1+1+1) | 13e |
| Vanessa Hinz    | 46 min 7 s 4  | 1 (0+1+0+0) | 14e | 23 min 31 s 3 | 3 (1+2) | 55e | 38 min 21 s   | 1 (0+0+0+1) | 21e | 43 min 12 s 2 | 4 (0+0+2+2) | 15e |
| Franziska Preuß | 48 min 4 s 2  | 4 (0+2+0+2) | 25e | 22 min 41 s 4 | 2 (0+2) | 30e | 37 min 45 s 6 | 1 (1+0+0+0) | 15e | 41 min 44 s 4 | 4 (1+1+1+1) | 8e  |
| Vanessa Voigt   | 44 min 29 s 3 | 1 (1+0+0+0) | 4e  | 22 min 15 s 7 | 0 (0+0) | 18e | 37 min 35 s 3 | 1 (1+0+0+0) | 12e | 43 min 22 s 7 | 6 (1+2+2+1) | 18e |

| Athlètes                                                    | Épreuve | Temps             | Pénalité | Rang                                |
| ----------------------------------------------------------- | ------- | ----------------- | -------- | ----------------------------------- |
| Erik Lesser Roman Rees Benedikt Doll Philipp Nawrath        | Hommes  | 1 h 20 min 54 s 5 | 1+9      | 4e                                  |
| Vanessa Voigt Vanessa Hinz Franziska Preuß Denise Herrmann  | Femmes  | 1 h 11 min 41 s 3 | 0+6      | Médaille de bronze, Jeux olympiques |
| Vanessa Voigt Denise Herrmann Benedikt Doll Philipp Nawrath | Mixte   | 1 h 7 min 51 s 1  | 2+18     | 5e                                  |

### Bobsleigh
| Athlètes * : pilote                                                 | Épreuve      | Course 1 | Course 1 | Course 2 | Course 2 | Course 3 | Course 3 | Course 4 | Course 4 | Total         | Total                               |
| Athlètes * : pilote                                                 | Épreuve      | Temps    | Rang     | Temps    | Rang     | Temps    | Rang     | Temps    | Rang     | Temps         | Rang                                |
| ------------------------------------------------------------------- | ------------ | -------- | -------- | -------- | -------- | -------- | -------- | -------- | -------- | ------------- | ----------------------------------- |
| Francesco Friedrich* Thorsten Margis                                | Bob à deux   | 59 s 02  | 1er      | 59 s 36  | 2e       | 58 s 99  | 1er      | 59 s 52  | 1er      | 3 min 56 s 89 | Médaille d'or, Jeux olympiques      |
| Christoph Hafer* Matthias Sommer                                    | Bob à deux   | 59 s 44  | 4e       | 59 s 93  | 6e       | 59 s 51  | 3e       | 59 s 70  | 3e       | 3 min 58 s 58 | Médaille de bronze, Jeux olympiques |
| Johannes Lochner* Florian Bauer                                     | Bob à deux   | 59 s 26  | 2e       | 59 s 27  | 1er      | 59 s 32  | 2e       | 59 s 53  | 2e       | 3 min 57 s 38 | Médaille d'argent, Jeux olympiques  |
| Francesco Friedrich* Candy Bauer Thorsten Margis Alexander Schüller | Bob à quatre | 58 s 29  | 2e       | 58 s 71  | 1er      | 58 s 17  | 1er      | 59 s 13  | 1er      | 3 min 54 s 30 | Médaille d'or, Jeux olympiques      |
| Christoph Hafer* Michael Salzer Tobias Schneider Matthias Sommer    | Bob à quatre | 58 s 60  | 5e       | 58 s 95  | 4e       | 58 s 35  | 3e       | 59 s 25  | 2e       | 3 min 55 s 15 | 4e                                  |
| Johannes Lochner* Florian Bauer Christian Rasp Christopher Weber    | Bob à quatre | 58 s 13  | 1er      | 58 s 90  | 3e       | 58 s 34  | 2e       | 59 s 30  | 5e       | 3 min 54 s 67 | Médaille d'argent, Jeux olympiques  |

| Athlètes * : pilote                  | Épreuve    | Course 1     | Course 1 | Course 2     | Course 2 | Course 3     | Course 3 | Course 4     | Course 4 | Total         | Total                              |
| Athlètes * : pilote                  | Épreuve    | Temps        | Rang     | Temps        | Rang     | Temps        | Rang     | Temps        | Rang     | Temps         | Rang                               |
| ------------------------------------ | ---------- | ------------ | -------- | ------------ | -------- | ------------ | -------- | ------------ | -------- | ------------- | ---------------------------------- |
| Mariama Jamanka                      | Monobob    | 1 min 5 s 85 | 15e      | 1 min 6 s 94 | 17e      | 1 min 5 s 47 | 5e       | 1 min 5 s 74 | 7e       | 4 min 24 s    | 13e                                |
| Laura Nolte                          | Monobob    | 1 min 4 s 74 | 2e       | 1 min 5 s 56 | 6e       | 1 min 5 s 70 | 6e       | 1 min 5 s 31 | 4e       | 4 min 21 s 33 | 4e                                 |
| Mariama Jamanka* Alexandra Burghardt | Bob à deux | 1 min 1 s 10 | 2e       | 1 min 1 s 45 | 2e       | 1 min 0 s 98 | 2e       | 1 min 1 s 20 | 1er      | 4 min 4 s 73  | Médaille d'argent, Jeux olympiques |
| Kim Kalicki* Lisa Buckwitz           | Bob à deux | 1 min 1 s 61 | 6e       | 1 min 1 s 78 | 5e       | 1 min 1 s 30 | 4e       | 1 min 1 s 59 | 5e       | 4 min 6 s 28  | 4e                                 |
| Laura Nolte* Deborah Levi            | Bob à deux | 1 min 1 s 04 | 1er      | 1 min 1 s 01 | 1er      | 1 min 0 s 70 | 1er      | 1 min 1 s 21 | 2e       | 4 min 3 s 96  | Médaille d'or, Jeux olympiques     |

### Combiné nordique
| Athlète                                                 | Épreuve          | Saut à ski | Saut à ski | Saut à ski | Ski de fond   | Ski de fond | Total         | Total                              |
| Athlète                                                 | Épreuve          | Distance   | Points     | Rang       | Temps         | Rang        | Temps         | Rang                               |
| ------------------------------------------------------- | ---------------- | ---------- | ---------- | ---------- | ------------- | ----------- | ------------- | ---------------------------------- |
| Vinzenz Geiger                                          | Tremplin normal, | 98,0 m     | 111,4      | 11e        | 23 min 41 s 7 | 1er         | 25 min 7 s 7  | Médaille d'or, Jeux olympiques     |
| Johannes Rydzek                                         | Tremplin normal, | 104,0 m    | 122,2      | 4e         | 24 min 46 s 5 | 9e          | 25 min 29 s 5 | 5e                                 |
| Julian Schmid                                           | Tremplin normal, | 103,5 m    | 123,4      | 2e         | 25 min 17 s 9 | 21e         | 25 min 57 s 9 | 8e                                 |
| Terence Weber                                           | Tremplin normal, | Forfait    | Forfait    | Forfait    | Forfait       | Forfait     | Forfait       | Forfait                            |
| Vinzenz Geiger                                          | Grand tremplin,  | 122,0 m    | 106,0      | 14e        | 25 min 29 s 5 | 3e          | 27 min 44 s 5 | 7e                                 |
| Manuel Faisst                                           | Grand tremplin,  | 133,0 m    | 128,0      | 4e         | 29 min 26 s 6 | 15e         | 27 min 16 s 6 | 4e                                 |
| Johannes Rydzek                                         | Grand tremplin,  | 123,5 m    | 105,2      | 15e        | 28 min 4 s    | 39e         | 30 min 22 s   | 28e                                |
| Julian Schmid                                           | Grand tremplin,  | 133,5 m    | 116,0      | 9e         | 26 min 39 s 1 | 17e         | 28 min 14 s 1 | 10e                                |
| Manuel Faisst Eric Frenzel Vinzenz Geiger Julian Schmid | Par équipes,     | 525,0 m    | 467,0      | 4e         | 51 min 29 s   | 5e          | 51 min 40 s   | Médaille d'argent, Jeux olympiques |

### Hockey sur glace
| Compétition      | Phase de groupe    | Phase de groupe    | Phase de groupe        | Phase de groupe | Tour qualificatif     | Quart de finale  | Demi-finale      | Finale / MB      | Finale / MB |
| Compétition      | Adversaire Score   | Adversaire Score   | Adversaire Score       | Rang            | Adversaire Score      | Adversaire Score | Adversaire Score | Adversaire Score | Rang        |
| ---------------- | ------------------ | ------------------ | ---------------------- | --------------- | --------------------- | ---------------- | ---------------- | ---------------- | ----------- |
| Tournoi masculin | Canada Défaite 1-5 | Chine Victoire 3-2 | États-Unis Défaite 2-3 | 3e              | Slovaquie Défaite 0-4 | Éliminés         | Éliminés         | Éliminés         | 10e         |

### Luge
| Athlètes                                                      | Épreuve          | Course 1      | Course 1 | Course 2      | Course 2 | Course 3      | Course 3    | Course 4    | Course 4    | Total          | Total                              |
| Athlètes                                                      | Épreuve          | Temps         | Rang     | Temps         | Rang     | Temps         | Rang        | Temps       | Rang        | Temps          | Rang                               |
| ------------------------------------------------------------- | ---------------- | ------------- | -------- | ------------- | -------- | ------------- | ----------- | ----------- | ----------- | -------------- | ---------------------------------- |
| Anna Berreiter                                                | Monoplace femmes | 58 s 525      | 4e       | 58 s 508      | 3e       | 58 s 348      | 2e          | 58 s 566    | 4e          | 3 min 53 s 947 | Médaille d'argent, Jeux olympiques |
| Natalie Geisenberger                                          | Monoplace femmes | 58 s 402      | 2e       | 58 s 423      | 1er      | 58 s 226      | 1er         | 58 s 403    | 2e          | 3 min 53 s 454 | Médaille d'or, Jeux olympiques     |
| Julia Taubitz                                                 | Monoplace femmes | 58 s 345      | 1er      | 1 min 0 s 075 | 26e      | 58 s 655      | 7e          | 58 s 358    | 1er         | 3 min 55 s 433 | 7e                                 |
| Max Langenhan                                                 | Monoplace hommes | 57 s 606      | 9e       | 57 s 536      | 5e       | 57 s 521      | 8e          | 57 s 429    | 4e          | 3 min 50 s 092 | 6e                                 |
| Felix Loch                                                    | Monoplace hommes | 57 s 393      | 5e       | 57 s 500      | 4e       | 57 s 510      | 7e          | 57 s 485    | 6e          | 3 min 49 s 878 | 4e                                 |
| Johannes Ludwig                                               | Monoplace hommes | 57 s 063      | 1er      | 57 s 438      | 2e       | 57 s 043      | 1er         | 57 s 191    | 1er         | 3 min 48 s 735 | Médaille d'or, Jeux olympiques     |
| Tobias Arlt Tobias Wendl                                      | Biplace (hommes) | 58 s 255      | 1er      | 58 s 299      | 1er      | Non disputé   | Non disputé | Non disputé | Non disputé | 1 min 56 s 554 | Médaille d'or, Jeux olympiques     |
| Sascha Benecken Toni Eggert                                   | Biplace (hommes) | 58 s 300      | 2e       | 58 s 353      | 2e       | Non disputé   | Non disputé | Non disputé | Non disputé | 1 min 56 s 653 | Médaille d'argent, Jeux olympiques |
| Johannes Ludwig Natalie Geisenberger Tobias Arlt Tobias Wendl | Relais mixte     | 1 min 0 s 090 | 2e       | 1 min 1 s 407 | 2e       | 1 min 1 s 909 | 1er         | Non disputé | Non disputé | 3 min 3 s 406  | Médaille d'or, Jeux olympiques     |

### Patinage artistique
| Athlète                             | Épreuve           | Programme court Danse originale | Programme court Danse originale | Programme libre Danse libre | Programme libre Danse libre | Total    | Total    |
| Athlète                             | Épreuve           | Points                          | Rang                            | Points                      | Rang                        | Points   | Rang     |
| ----------------------------------- | ----------------- | ------------------------------- | ------------------------------- | --------------------------- | --------------------------- | -------- | -------- |
| Nicole Schott                       | Individuel femmes | 63,13                           | 14e                             | 114,52                      | 19e                         | 177,65   | 17e      |
| Minerva Fabienne Hase Nolan Seegert | Couples           | 62,37                           | 14e                             | 87,32                       | 16e                         | 149,69   | 16e      |
| Katharina Müller Tim Dieck          | Danse sur glace   | 65,47                           | 21e                             | Éliminés                    | Éliminés                    | Éliminés | Éliminés |

| Athlètes                            | Discipline | Programme court / Danse rythmique | Programme court / Danse rythmique | Programme court / Danse rythmique | Programme court / Danse rythmique | Programme libre / Danse libre | Programme libre / Danse libre | Programme libre / Danse libre | Programme libre / Danse libre |          |
| Athlètes                            | Discipline | Points                            | Points équipe                     | Total                             | Rang                              | Points                        | Points équipe                 | Total                         | Rang                          |          |
| ----------------------------------- | ---------- | --------------------------------- | --------------------------------- | --------------------------------- | --------------------------------- | ----------------------------- | ----------------------------- | ----------------------------- | ----------------------------- | -------- |
| Paul Fentz                          | Hommes     | 68,64                             | 2                                 | 8                                 | 9e                                | Éliminés                      | Éliminés                      | Éliminés                      | Éliminés                      | Éliminés |
| Nicole Schott                       | Femmes     | 62,66                             | 5                                 | 8                                 | 9e                                | Éliminés                      | Éliminés                      | Éliminés                      | Éliminés                      | Éliminés |
| Minerva Fabienne Hase Nolan Seegert | Couples    | Forfait                           | 0                                 | 8                                 | 9e                                | Éliminés                      | Éliminés                      | Éliminés                      | Éliminés                      | Éliminés |
| Katharina Müller Tim Dieck          | Danse      | 63,21                             | 1                                 | 8                                 | 9e                                | Éliminés                      | Éliminés                      | Éliminés                      | Éliminés                      | Éliminés |

### Patinage de vitesse
| Athlète         | Épreuve       | Course        | Course |
| Athlète         | Épreuve       | Temps         | Rang   |
| --------------- | ------------- | ------------- | ------ |
| Joel Dufter     | 500 mètres    | 35 s 37       | 26e    |
| Joel Dufter     | 1 000 mètres  | 1 min 10 s 16 | 26e    |
| Felix Rijhnen   | 5 000 mètres  | 6 min 19 s 86 | 13e    |
| Patrick Beckert | 5 000 mètres  | 6 min 19 s 58 | 11e    |
| Patrick Beckert | 10 000 mètres | 13 min 1 s 23 | 7e     |

| Athlète           | Épreuve      | Course        | Course |
| Athlète           | Épreuve      | Temps         | Rang   |
| ----------------- | ------------ | ------------- | ------ |
| Michelle Uhrig    | 1 500 mètres | 2 min 0 s 20  | 25e    |
| Claudia Pechstein | 3 000 mètres | 4 min 17 s 16 | 20e    |

| Athlète           | Épreuve | Demi-finale | Demi-finale   | Demi-finale | Finale   | Finale        | Finale  |
| Athlète           | Épreuve | Points      | Temps         | Rang        | Points   | Temps         | Rang    |
| ----------------- | ------- | ----------- | ------------- | ----------- | -------- | ------------- | ------- |
| Felix Rijhnen     | Hommes  | Disqualifié | Disqualifié   | Disqualifié | Éliminé  | Éliminé       | Éliminé |
| Claudia Pechstein | Femmes  | 3           | 8 min 30 s 99 | 7e          | 3        | 8 min 25 s 78 | 9e      |
| Michelle Uhrig    | Femmes  | 2           | 9 min 2 s 52  | 11e         | Éliminée | Éliminée      | 20e     |

### Patinage de vitesse sur piste courte (short-track)
| Athlète     | Épreuve | Série    | Série    | Demi-finale | Demi-finale | Finale Finale B | Finale Finale B |
| Athlète     | Épreuve | Temps    | Rang     | Temps       | Rang        | Temps           | Rang            |
| ----------- | ------- | -------- | -------- | ----------- | ----------- | --------------- | --------------- |
| Anna Seidel | 1 500 m | Pénalité | Pénalité | Éliminée    | Éliminée    | Éliminée        | Éliminée        |

### Saut à ski
| Athlète                                                         | Épreuve                   | Qualification | Qualification | Qualification | Finale   | Finale   | Finale   | Finale   | Finale   | Finale   | Finale   | Finale                              |
| Athlète                                                         | Épreuve                   | Qualification | Qualification | Qualification | 1er saut | 1er saut | 1er saut | 2e saut  | 2e saut  | 2e saut  | Total    | Total                               |
| Athlète                                                         | Épreuve                   | Distance      | Points        | Rang          | Distance | Points   | Rang     | Distance | Points   | Rang     | Points   | Rang                                |
| --------------------------------------------------------------- | ------------------------- | ------------- | ------------- | ------------- | -------- | -------- | -------- | -------- | -------- | -------- | -------- | ----------------------------------- |
| Markus Eisenbichler                                             | Hommes (tremplin normal), | 91,0 m        | 90,8          | 23e           | 82,0 m   | 110,4    | 31e      | Éliminé  | Éliminé  | Éliminé  | Éliminé  | Éliminé                             |
| Karl Geiger                                                     | Hommes (tremplin normal), | 97,5 m        | 103,9         | 9e            | 96,0 m   | 127,5    | 21e      | 99,0 m   | 125,3    | 11e      | 252,8    | 15e                                 |
| Stephan Leyhe                                                   | Hommes (tremplin normal), | 95,5 m        | 101,6         | 11e           | 97,5 m   | 129,3    | 13e      | 95,0 m   | 115,1    | 25e      | 244,4    | 24e                                 |
| Constantin Schmid                                               | Hommes (tremplin normal), | 86,5 m        | 76,0          | 39e           | 102,0 m  | 134,4    | 6e       | 98,0 m   | 122,9    | 18e      | 257,3    | 11e                                 |
| Markus Eisenbichler                                             | Hommes (grand tremplin),  | 129,0 m       | 123,3         | 6e            | 137,5 m  | 135,2    | 8e       | 139,5 m  | 140,5    | 4e       | 275,7    | 5e                                  |
| Karl Geiger                                                     | Hommes (grand tremplin),  | 128,0 m       | 120,0         | 12e           | 138,0 m  | 136,7    | 6e       | 138,0 m  | 144,6    | 3e       | 281,3    | Médaille de bronze, Jeux olympiques |
| Pius Paschke                                                    | Hommes (grand tremplin),  | 119,0 m       | 102,9         | 30e           | 131,0 m  | 126,7    | 23e      | 127,0 m  | 116,8    | 29e      | 243,5    | 28e                                 |
| Constantin Schmid                                               | Hommes (grand tremplin),  | 127,0 m       | 114,9         | 19e           | 134,0 m  | 131,4    | 11e      | 134,0 m  | 132,5    | 14e      | 263,9    | 14e                                 |
| Constantin Schmid Stephan Leyhe Markus Eisenbichler Karl Geiger | Par équipes hommes        | Non disputé   | Non disputé   | Non disputé   | 511,0 m  | 446,5    | 4e       | 518,5 m  | 476,4    | 2e       | 922,9    | Médaille de bronze, Jeux olympiques |
| Katharina Althaus                                               | Femmes                    | Non disputé   | Non disputé   | Non disputé   | 105,5 m  | 121,1    | 1er      | 94,0 m   | 115,7    | 3e       | 236,8    | Médaille d'argent, Jeux olympiques  |
| Selina Freitag                                                  | Femmes                    | Non disputé   | Non disputé   | Non disputé   | 80,0 m   | 69,8     | 28e      | 90,0 m   | 93,2     | 11e      | 163,0    | 22e                                 |
| Pauline Heßler                                                  | Femmes                    | Non disputé   | Non disputé   | Non disputé   | 89,5 m   | 80,9     | 21e      | 83,0 m   | 80,7     | 23e      | 161,6    | 24e                                 |
| Juliane Seyfarth                                                | Femmes                    | Non disputé   | Non disputé   | Non disputé   | 86,0 m   | 78,7     | 23e      | 88,0 m   | 89,9     | 14e      | 168,6    | 19e                                 |
| Selina Freitag Constantin Schmid Katharina Althaus Karl Geiger  | Par équipes mixte         | Non disputé   | Non disputé   | Non disputé   | 290,5 m  | 350,9    | 9e       | Éliminés | Éliminés | Éliminés | Éliminés | Éliminés                            |

### Skeleton
| Athlètes             | Épreuve | Course 1     | Course 1 | Course 2     | Course 2 | Course 3     | Course 3 | Course 4     | Course 4 | Total        | Total                              |
| Athlètes             | Épreuve | Temps        | Rang     | Temps        | Rang     | Temps        | Rang     | Temps        | Rang     | Temps        | Rang                               |
| -------------------- | ------- | ------------ | -------- | ------------ | -------- | ------------ | -------- | ------------ | -------- | ------------ | ---------------------------------- |
| Alexander Gassner    | Hommes  | 1 min 0 s 87 | 9e       | 1 min 0 s 86 | 9e       | 1 min 0 s 62 | 8e       | 1 min 0 s 48 | 5e       | 4 min 2 s 83 | 8e                                 |
| Christopher Grotheer | Hommes  | 1 min        | 1er      | 1 min 0 s 33 | 1er      | 1 min 0 s 16 | 1er      | 1 min 0 s 52 | 6e       | 4 min 1 s 01 | Médaille d'or, Jeux olympiques     |
| Axel Jungk           | Hommes  | 1 min 0 s 50 | 5e       | 1 min 0 s 53 | 2e       | 1 min 0 s 31 | 2e       | 1 min 0 s 33 | 3e       | 4 min 1 s 67 | Médaille d'argent, Jeux olympiques |
| Tina Hermann         | Femmes  | 1 min 2 s 28 | 5e       | 1 min 2 s 29 | 3e       | 1 min 1 s 90 | 5e       | 1 min 2 s 26 | 6e       | 4 min 8 s 73 | 4e                                 |
| Jacqueline Lölling   | Femmes  | 1 min 2 s 27 | 4e       | 1 min 2 s 45 | 7e       | 1 min 2 s 22 | 7e       | 1 min 2 s 41 | 14e      | 4 min 9 s 35 | 8e                                 |
| Hannah Neise         | Femmes  | 1 min 2 s 36 | 8e       | 1 min 2 s 19 | 1er      | 1 min 1 s 44 | 1er      | 1 min 1 s 63 | 1er      | 4 min 7 s 62 | Médaille d'or, Jeux olympiques     |

### Ski acrobatique
| Athlète              | Épreuve | Qualification | Qualification | Qualification | Qualification | Qualification | Finale   | Finale   | Finale   | Finale   | Finale   |
| Athlète              | Épreuve | Course 1      | Course 2      | Course 3      | Meilleur      | Rang          | Course 1 | Course 2 | Course 3 | Meilleur | Rang     |
| -------------------- | ------- | ------------- | ------------- | ------------- | ------------- | ------------- | -------- | -------- | -------- | -------- | -------- |
| Alia Delia Eichinger | Femmes  | 51,00         | 64,75         | 39,00         | 115,75        | 18e           | Éliminée | Éliminée | Éliminée | Éliminée | Éliminée |

| Athlète          | Épreuve | Qualification | Qualification | Qualification | Qualification | Finale   | Finale   | Finale   | Finale   | Finale |
| Athlète          | Épreuve | Course 1      | Course 2      | Meilleur      | Rang          | Course 1 | Course 2 | Course 3 | Meilleur | Rang   |
| ---------------- | ------- | ------------- | ------------- | ------------- | ------------- | -------- | -------- | -------- | -------- | ------ |
| Sabrina Cakmakli | Femmes  | 71,50         | 36,50         | 71,50         | 12e           | 40,00    | 54,00    | 42,75    | 54,00    | 12e    |

| Athlète              | Épreuve | Qualification | Qualification | Qualification | Qualification | Finale   | Finale   | Finale   | Finale   | Finale   |
| Athlète              | Épreuve | Course 1      | Course 2      | Meilleur      | Rang          | Course 1 | Course 2 | Course 3 | Meilleur | Rang     |
| -------------------- | ------- | ------------- | ------------- | ------------- | ------------- | -------- | -------- | -------- | -------- | -------- |
| Alia Delia Eichinger | Femmes  | 26,45         | 50,68         | 50,68         | 17e           | Éliminée | Éliminée | Éliminée | Éliminée | Éliminée |

| Athlète   | Épreuve | Qualification | Qualification | Qualification | Qualification | Finale   | Finale   | Finale   | Finale |
| Athlète   | Épreuve | Saut 1        | Saut 1        | Saut 2        | Saut 2        | Saut 1   | Saut 1   | Saut 2   | Saut 2 |
| Athlète   | Épreuve | Points        | Rang          | Points        | Rang          | Points   | Rang     | Points   | Rang   |
| --------- | ------- | ------------- | ------------- | ------------- | ------------- | -------- | -------- | -------- | ------ |
| Emma Weiß | Femmes  | 65,52         | 22e           | 75,98         | 14e           | Éliminée | Éliminée | Éliminée | 20e    |

| Athlète             | Épreuve | Qualification | Qualification | Huitième de finale | Quart de finale | Demi-finale | Finale A Finale B | Classement final                    |
| Athlète             | Épreuve | Temps         | Rang          | Rang               | Rang            | Rang        | Rang              | Classement final                    |
| ------------------- | ------- | ------------- | ------------- | ------------------ | --------------- | ----------- | ----------------- | ----------------------------------- |
| Niklas Bachsleitner | Hommes  | 1 min 17 s 53 | 32e           | 4e                 | Éliminé         | Éliminé     | Éliminé           | 32e                                 |
| Daniel Bohnacker    | Hommes  | 1 min 13 s 21 | 17e           | 2e                 | 4e              | Éliminé     | Éliminé           | 14e                                 |
| Tobias Müller       | Hommes  | 1 min 13 s 64 | 26e           | 3e                 | Éliminé         | Éliminé     | Éliminé           | 23e                                 |
| Florian Wilmsmann   | Hommes  | 1 min 13 s 22 | 18e           | 3e                 | Éliminé         | Éliminé     | Éliminé           | 21e                                 |
| Johanna Holzmann    | Femmes  | 1 min 20 s 95 | 20e           | 2e                 | 4e              | Éliminée    | Éliminée          | 15e                                 |
| Daniela Maier       | Femmes  | 1 min 17 s 63 | 3e            | 1er                | 2e              | 1er         | 3e                | Médaille de bronze, Jeux olympiques |

### Ski alpin
| Athlète           | Épreuve      | 1re manche    | 1re manche  | 2e manche    | 2e manche   | Finale        | Finale  |
| Athlète           | Épreuve      | Temps         | Rang        | Temps        | Rang        | Temps         | Rang    |
| ----------------- | ------------ | ------------- | ----------- | ------------ | ----------- | ------------- | ------- |
| Julian Rauchfuss  | Slalom       | Abandon       | Abandon     | Abandon      | Abandon     | Abandon       | Abandon |
| Alexander Schmid  | Slalom       | 55 s 95       | 23e         | 21 s 08      | 21e         | 1 min 47 s 03 | 19e     |
| Linus Straßer     | Slalom       | 54 s 25       | 5e          | 50 s 77      | 12e         | 1 min 45 s 02 | 7e      |
| Julian Rauchfuss  | Slalom géant | 1 min 8 s 23  | 30e         | 1 min 7 s 99 | 15e         | 2 min 16 s 22 | 20e     |
| Alexander Schmid  | Slalom géant | Abandon       | Abandon     | Abandon      | Abandon     | Abandon       | Abandon |
| Linus Straßer     | Slalom géant | Abandon       | Abandon     | Abandon      | Abandon     | Abandon       | Abandon |
| Romed Baumann     | Super G      | Non disputé   | Non disputé | Non disputé  | Non disputé | 1 min 21 s 10 | 7e      |
| Josef Ferstl      | Super G      | Non disputé   | Non disputé | Non disputé  | Non disputé | 1 min 22 s 16 | 18e     |
| Simon Jocher      | Super G      | Non disputé   | Non disputé | Non disputé  | Non disputé | 1 min 21 s 52 | 13e     |
| Andreas Sander    | Super G      | Non disputé   | Non disputé | Non disputé  | Non disputé | 1 min 21 s 21 | 8e      |
| Romed Baumann     | Descente     | Non disputé   | Non disputé | Non disputé  | Non disputé | 1 min 43 s 84 | 13e     |
| Josef Ferstl      | Descente     | Non disputé   | Non disputé | Non disputé  | Non disputé | 1 min 44 s 69 | 23e     |
| Andreas Sander    | Descente     | Non disputé   | Non disputé | Non disputé  | Non disputé | 1 min 44 s 12 | 17e     |
| Dominik Schwaiger | Descente     | Non disputé   | Non disputé | Non disputé  | Non disputé | Abandon       | Abandon |
| Simon Jocher      | Combiné      | 1 min 45 s 80 | 16e         | Abandon      | Abandon     | Abandon       | Abandon |

| Athlète     | Épreuve      | 1re manche   | 1re manche  | 2e manche   | 2e manche   | Finale        | Finale |
| Athlète     | Épreuve      | Temps        | Rang        | Temps       | Rang        | Temps         | Rang   |
| ----------- | ------------ | ------------ | ----------- | ----------- | ----------- | ------------- | ------ |
| Lena Dürr   | Slalom       | 52 s 17      | 1er         | 53 s        | 9e          | 1 min 45 s 17 | 4e     |
| Emma Aicher | Slalom       | 54 s 48      | 21e         | 53 s 11     | 12e         | 1 min 47 s 59 | 18e    |
| Emma Aicher | Slalom géant | 1 min 1 s 52 | 30e         | 59 s        | 18e         | 2 min 0 s 52  | 21e    |
| Kira Weidle | Super G      | Non disputé  | Non disputé | Non disputé | Non disputé | 1 min 14 s 66 | 15e    |
| Kira Weidle | Descente     | Non disputé  | Non disputé | Non disputé | Non disputé | 1 min 32 s 58 | 4e     |

| Athlètes                                                              | Huitième de finale  | Quart de finale         | Demi-finale             | Finale / MB              | Finale / MB                        |
| Athlètes                                                              | Adversaire Résultat | Adversaire Résultat     | Adversaire Résultat     | Adversaire Résultat      | Rang                               |
| --------------------------------------------------------------------- | ------------------- | ----------------------- | ----------------------- | ------------------------ | ---------------------------------- |
| Emma Aicher Lena Dürr Julian Rauchfuss Alexander Schmid Linus Straßer | Suède Victoire 3-1  | Suisse Victoire 2-2 (T) | États-Unis Victoire 3-1 | Autriche Défaite 2-2 (T) | Médaille d'argent, Jeux olympiques |

### Ski de fond
| Athlète                                                | Épreuve                   | Classique     | Classique   | Libre         | Libre       | Total             | Total   |
| Athlète                                                | Épreuve                   | Temps         | Rang        | Temps         | Rang        | Temps             | Rang    |
| ------------------------------------------------------ | ------------------------- | ------------- | ----------- | ------------- | ----------- | ----------------- | ------- |
| Lucas Bögl                                             | Skiathlon (15 km + 15 km) | 41 min 37 s 9 | 14e         | 38 min 34 s 6 | 8e          | 1 h 20 min 12 s 5 | 12e     |
| Jonas Dobler                                           | Skiathlon (15 km + 15 km) | Forfait       | Forfait     | Forfait       | Forfait     | Forfait           | Forfait |
| Friedrich Moch                                         | Skiathlon (15 km + 15 km) | 41 min 17 s 9 | 12e         | 38 min 58 s 5 | 19e         | 1 h 20 min 16 s 4 | 13e     |
| Florian Notz                                           | Skiathlon (15 km + 15 km) | 41 min 55 s   | 20e         | 39 min 5 s 4  | 21e         | 1 h 21 min 0 s 4  | 19e     |
| Janosch Brugger                                        | 15 km classique           | Non disputé   | Non disputé | Non disputé   | Non disputé | 40 min 24 s 5     | 20e     |
| Lucas Bögl                                             | 15 km classique           | Non disputé   | Non disputé | Non disputé   | Non disputé | 40 min 13 s 9     | 17e     |
| Jonas Dobler                                           | 15 km classique           | Non disputé   | Non disputé | Non disputé   | Non disputé | 40 min 21 s       | 19e     |
| Albert Kuchler                                         | 15 km classique           | Non disputé   | Non disputé | Non disputé   | Non disputé | 41 min 7 s 1      | 32e     |
| Lucas Bögl                                             | 50 km libre 30 km libre   | Non disputé   | Non disputé | Non disputé   | Non disputé | 1 h 16 min 11 s 5 | 33e     |
| Jonas Dobler                                           | 50 km libre 30 km libre   | Non disputé   | Non disputé | Non disputé   | Non disputé | 1 h 14 min 50 s   | 20e     |
| Friedrich Moch                                         | 50 km libre 30 km libre   | Non disputé   | Non disputé | Non disputé   | Non disputé | 1 h 16 min 3 s 6  | 31e     |
| Florian Notz                                           | 50 km libre 30 km libre   | Non disputé   | Non disputé | Non disputé   | Non disputé | 1 h 15 min 32 s 2 | 26e     |
| Janosch Brugger Friedrich Moch Florian Notz Lucas Bögl | Relais 4 × 10 km          | Non disputé   | Non disputé | Non disputé   | Non disputé | 1 h 57 min 46 s 5 | 5e      |

| Athlète                                                        | Épreuve                     | Classique     | Classique   | Libre         | Libre       | Total             | Total                              |
| Athlète                                                        | Épreuve                     | Temps         | Rang        | Temps         | Rang        | Temps             | Rang                               |
| -------------------------------------------------------------- | --------------------------- | ------------- | ----------- | ------------- | ----------- | ----------------- | ---------------------------------- |
| Pia Fink                                                       | Skiathlon (7,5 km + 7,5 km) | 25 min 2 s 3  | 25e         | 23 min 27 s 3 | 27e         | 48 min 29 s 6     | 25e                                |
| Katharina Hennig                                               | Skiathlon (7,5 km + 7,5 km) | 23 min 56 s 4 | 9e          | 23 min 15 s 4 | 23e         | 47 min 11 s 8     | 15e                                |
| Sofie Krehl                                                    | Skiathlon (7,5 km + 7,5 km) | 24 min 56 s 4 | 22e         | 22 min 45 s 2 | 14e         | 47 min 41 s 6     | 17e                                |
| Katherine Sauerbrey                                            | Skiathlon (7,5 km + 7,5 km) | 24 min 5 s    | 11e         | 22 min 32 s 5 | 15e         | 46 min 37 s 5     | 13e                                |
| Antonia Fräbel                                                 | 10 km classique             | Non disputé   | Non disputé | Non disputé   | Non disputé | 30 min 51 s 4     | 28e                                |
| Laura Gimmler                                                  | 10 km classique             | Non disputé   | Non disputé | Non disputé   | Non disputé | 31 min 5 s 6      | 32e                                |
| Katharina Hennig                                               | 10 km classique             | Non disputé   | Non disputé | Non disputé   | Non disputé | 28 min 49 s 7     | 5e                                 |
| Katherine Sauerbrey                                            | 10 km classique             | Non disputé   | Non disputé | Non disputé   | Non disputé | 29 min 27 s 2     | 11e                                |
| Victoria Carl                                                  | 30 km libre                 | Non disputé   | Non disputé | Non disputé   | Non disputé | 1 h 30 min 8 s 4  | 12e                                |
| Pia Fink                                                       | 30 km libre                 | Non disputé   | Non disputé | Non disputé   | Non disputé | 1 h 32 min 6 s 3  | 25e                                |
| Antonia Fräbel                                                 | 30 km libre                 | Non disputé   | Non disputé | Non disputé   | Non disputé | 1 h 31 min 23 s 6 | 19e                                |
| Katherine Sauerbrey Katharina Hennig Victoria Carl Sofie Krehl | Relais 4 × 5 km             | Non disputé   | Non disputé | Non disputé   | Non disputé | 53 min 59 s 2     | Médaille d'argent, Jeux olympiques |

| Athlète                        | Épreuve            | Qualification | Qualification | Quart de finale | Quart de finale | Demi-finale    | Demi-finale | Finale        | Finale                         |
| Athlète                        | Épreuve            | Temps         | Rang          | Temps           | Rang            | Temps          | Rang        | Temps         | Rang                           |
| ------------------------------ | ------------------ | ------------- | ------------- | --------------- | --------------- | -------------- | ----------- | ------------- | ------------------------------ |
| Janosch Brugger                | Individuel hommes  | 2 min 56 s 01 | 38e           | Éliminé         | Éliminé         | Éliminé        | Éliminé     | Éliminé       | Éliminé                        |
| Albert Kuchler Janosch Brugger | Par équipes hommes | Non disputé   | Non disputé   | Non disputé     | Non disputé     | 21 min 20 s 39 | 12e         | Éliminés      | 23e                            |
| Victoria Carl                  | Individuel femmes  | 3 min 19 s 89 | 10e           | 3 min 18 s 26   | 3e              | 3 min 16 s 83  | 5e          | Éliminée      | 10e                            |
| Pia Fink                       | Individuel femmes  | 3 min 22 s 09 | 21e           | 3 min 19 s 72   | 3e              | Éliminée       | Éliminée    | Éliminée      | 15e                            |
| Sofie Krehl                    | Individuel femmes  | 3 min 18 s 93 | 8e            | 3 min 18 s 37   | 2e              | 3 min 21 s 32  | 6e          | Éliminée      | 11e                            |
| Coletta Rydzek                 | Individuel femmes  | 3 min 25 s 09 | 37e           | Éliminée        | Éliminée        | Éliminée       | Éliminée    | Éliminée      | Éliminée                       |
| Katharina Hennig Victoria Carl | Par équipes femmes | Non disputé   | Non disputé   | Non disputé     | Non disputé     | 23 min 2 s 08  | 1er         | 22 min 9 s 85 | Médaille d'or, Jeux olympiques |

### Snowboard
| Athlète            | Épreuve | Qualification | Qualification | Qualification | Qualification | Qualification | Finale   | Finale   | Finale   | Finale   | Finale  |
| Athlète            | Épreuve | Course 1      | Course 2      | Course 3      | Meilleur      | Rang          | Course 1 | Course 2 | Course 3 | Meilleur | Rang    |
| ------------------ | ------- | ------------- | ------------- | ------------- | ------------- | ------------- | -------- | -------- | -------- | -------- | ------- |
| Noah Vicktor       | Hommes  | 60,50         | 18,25         | 29,75         | 90,25         | 24e           | Éliminé  | Éliminé  | Éliminé  | Éliminé  | Éliminé |
| Leon Vockensperger | Hommes  | 66,00         | 24,00         | 17,25         | 90,00         | 25e           | Éliminé  | Éliminé  | Éliminé  | Éliminé  | Éliminé |
| Annika Morgan      | Femmes  | 12,00         | 64,25         | 68,00         | 132,25        | 8e            | 15,50    | 73,50    | 14,50    | 88,00    | 10e     |

| Athlète       | Épreuve | Qualification | Qualification | Qualification | Qualification | Finale   | Finale   | Finale   | Finale   | Finale |
| Athlète       | Épreuve | Course 1      | Course 2      | Meilleur      | Rang          | Course 1 | Course 2 | Course 3 | Meilleur | Rang   |
| ------------- | ------- | ------------- | ------------- | ------------- | ------------- | -------- | -------- | -------- | -------- | ------ |
| André Höflich | Hommes, | 75,00         | 17,75         | 75,00         | 10e           | 13,25    | 76,00    | 50,00    | 76,00    | 8e     |
| Leilani Ettel | Femmes, | 68,75         | 15,75         | 68,75         | 11e           | 55,25    | 57,50    | 9,25     | 57,50    | 11e    |

| Athlète            | Épreuve | Qualification | Qualification | Qualification | Qualification | Finale   | Finale   | Finale   | Finale   | Finale  |
| Athlète            | Épreuve | Course 1      | Course 2      | Meilleur      | Rang          | Course 1 | Course 2 | Course 3 | Meilleur | Rang    |
| ------------------ | ------- | ------------- | ------------- | ------------- | ------------- | -------- | -------- | -------- | -------- | ------- |
| Noah Vicktor       | Hommes  | 16,66         | 62,56         | 62,56         | 16e           | Éliminé  | Éliminé  | Éliminé  | Éliminé  | Éliminé |
| Leon Vockensperger | Hommes  | 25,15         | 26,41         | 26,41         | 29e           | Éliminé  | Éliminé  | Éliminé  | Éliminé  | Éliminé |
| Annika Morgan      | Femmes  | 29,61         | 67,73         | 67,63         | 10e           | 64,13    | 31,01    | 28,76    | 64,13    | 8e      |

| Athlète             | Épreuve | Qualification | Qualification | Huitième de finale | Quart de finale | Demi-finale | Finale     | Finale   |
| Athlète             | Épreuve | Temps         | Rang          | Adversaire         | Adversaire      | Adversaire  | Adversaire | Rang     |
| ------------------- | ------- | ------------- | ------------- | ------------------ | --------------- | ----------- | ---------- | -------- |
| Yannik Angenend     | Hommes  | 1 min 22 s 28 | 13e           | Mastnak Défaite    | Éliminé         | Éliminé     | Éliminé    | Éliminé  |
| Stefan Baumeister   | Hommes  | 1 min 22 s 64 | 18e           | Éliminé            | Éliminé         | Éliminé     | Éliminé    | Éliminé  |
| Elias Huber         | Hommes  | 1 min 31 s 16 | 29e           | Éliminé            | Éliminé         | Éliminé     | Éliminé    | Éliminé  |
| Melanie Hochreiter  | Femmes  | 1 min 42 s 74 | 27e           | Éliminée           | Éliminée        | Éliminée    | Éliminée   | Éliminée |
| Ramona Hofmeister   | Femmes  | 1 min 26 s 20 | 2e            | Takeuchi Victoire  | Ulbing Défaite  | Éliminée    | Éliminée   | 5e       |
| Carolin Langenhorst | Femmes  | 1 min 27 s 60 | 6e            | Zogg Victoire      | Kotnik Défaite  | Éliminée    | Éliminée   | 7e       |

| Athlète                  | Épreuve     | Qualification | Qualification | Huitième de finale | Quart de finale | Demi-finale | Finale A Finale B | Classement final |
| Athlète                  | Épreuve     | Temps         | Rang          | Rang               | Rang            | Rang        | Rang              | Classement final |
| ------------------------ | ----------- | ------------- | ------------- | ------------------ | --------------- | ----------- | ----------------- | ---------------- |
| Paul Berg                | Hommes      | 1 min 18 s 31 | 12e           | 3e                 | Éliminé         | Éliminé     | Éliminé           | 18e              |
| Umito Kirchwehm          | Hommes      | 1 min 18 s 22 | 11e           | 2e                 | ab              | Éliminé     | Éliminé           | 14e              |
| Martin Nörl              | Hommes      | 1 min 17 s 38 | 5e            | 1er                | ab              | Éliminé     | Éliminé           | 9e               |
| Jana Fischer             | Femmes      | 1 min 24 s 88 | 20e           | 4e                 | Éliminée        | Éliminée    | Éliminée          | 27e              |
| Martin Nörl Jana Fischer | Par équipes | Non disputé   | Non disputé   | Non disputé        | 2e              | 3e          | 1re               | 5e               |